# Colle la Bassetta
Il Colle la Bassetta (o La Bassetta o, anche, Colle della Bassetta) è un valico alpino pedonale delle Alpi Graie situato nella Città metropolitana di Torino. Collega la bassa Valle di Susa con la Val Casternone.

## Descrizione

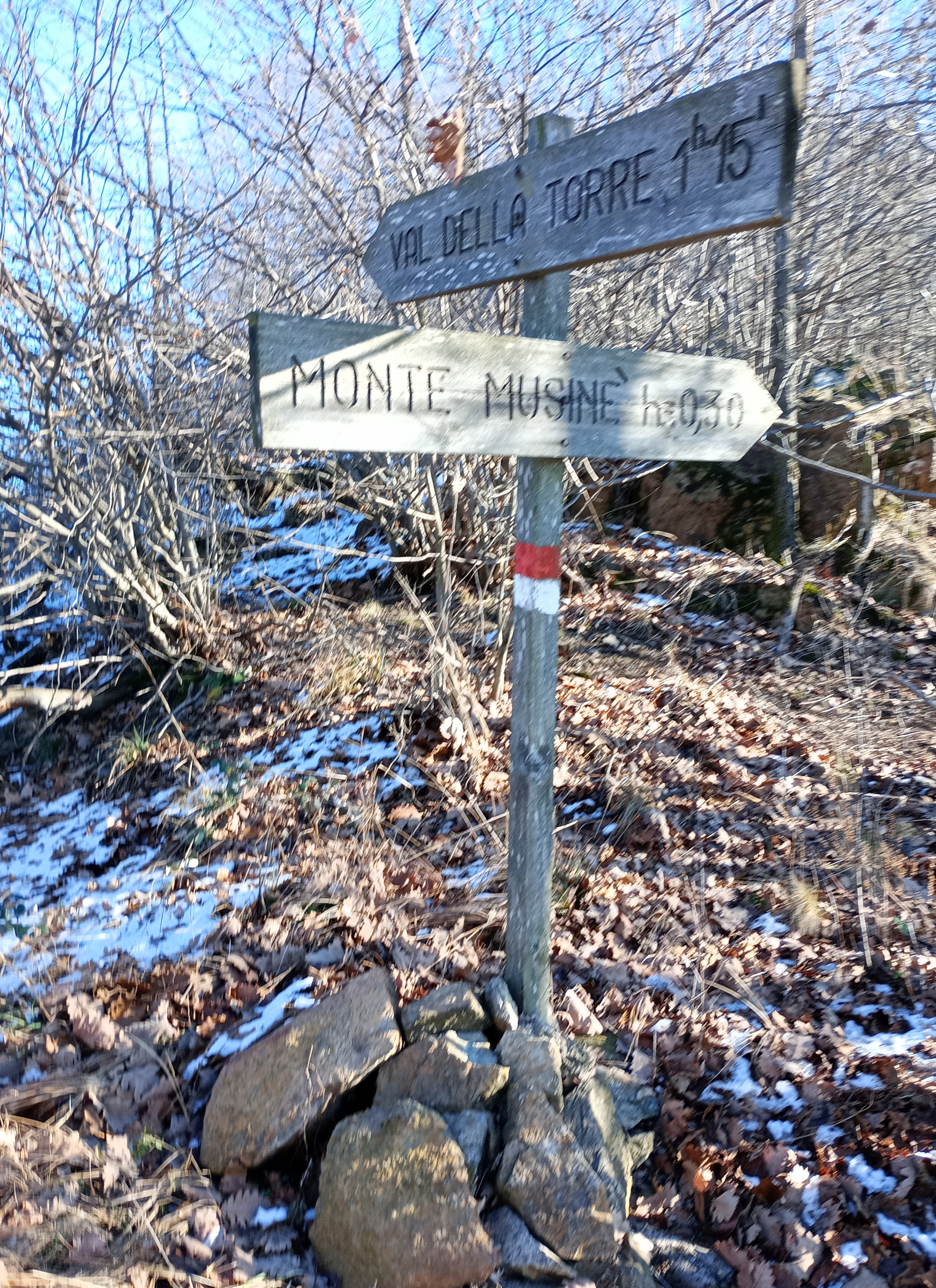
Vecchie segnalazioni escursionistiche sul colle

Il colle si trova sullo spartiacque tra la Val Casternone (a nord-est) e la Valle di Susa (a sud-ovest). Il versante sud-occidentale è tributario del Rio Morsino, il principale affluente del torrente Messa, mentre le acque che scendono dall'altro lato del colle confluuiscono nel Casternone tramite il Rio Crosa. Amministrativamente è collocato sul confine tra i comuni di Almese e di Val della Torre. Il valico costituisce il punto più basso del lungo crinale che collega il Monte Curt con il Musinè, e rappresenta per quest'ultimo il punto di minimo che ne determina la prominenza topografica.

## Geologia
Sono noti nei pressi del valico filoni di gabbri eufotidi che risultano intercalati ad una circostante matrice di rocce lherzolitiche. Queste intercalazioni filoniane hanno spessori che possono variare da pochi cm a circa un metro.

## Escursionismo
È possibile salire a piedi al colle da Rivera e Almese, in Val Messa, oppure da Val della Torre, in Val Casternone. Il colle è anche attraversato dal sentiero di cresta che collega il Monte Musinè con il Monte Curt.

## Trail running
Per il Colle della Bassetta passa il tracciato di alcune gare di trail running come la "Maratona Alpina" (un anello di crica 42 km con partenza e arrivo da val della Torre) e il "Trail dei 2 Monti e della Val Messa" (1711 metri di dislivello positivo e circa 22 km di sviluppo).

## Mountain bike
Il valico è anche raggiungibile in mountain bike, ed è toccato dal percorso della GF Musiné, una competizione di Gran Fondo di 42 km di sviluppo inserita nel circuito MarathonBikeCup.

## Tutela della natura
Il valico fa parte del SIC (Sito di Interesse Comunitario) denominato "Monte Musinè e Laghi di Caselette", individuato dalla L.R. n.19 del 2009 e designato nel 2017 come Zona speciale di conservazione.